# Бандерофобія

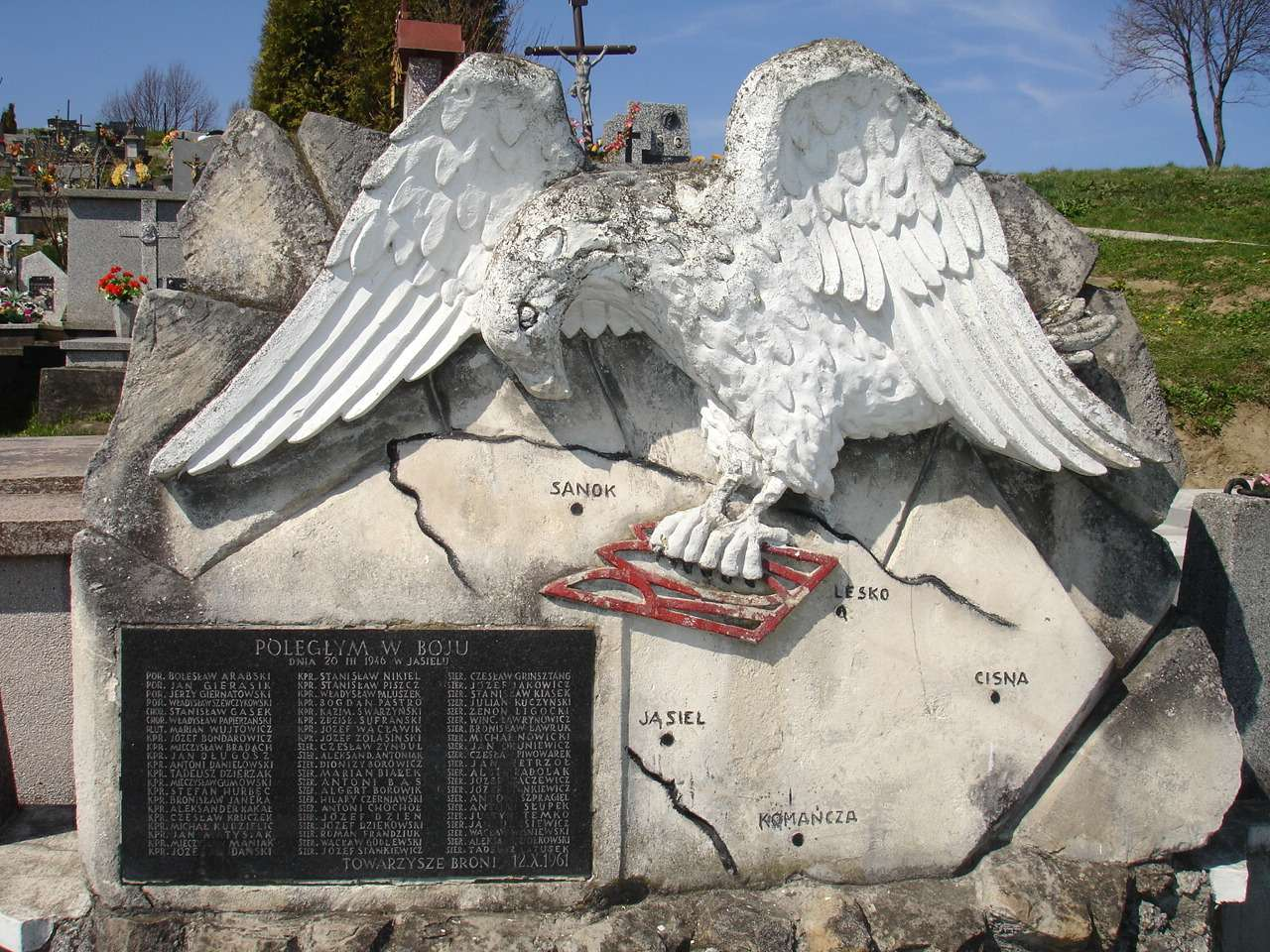
Могила польських солдат, загиблих у боях з УПА. Срібний орел топче тризуб

Бандерофобія — форма українофобії; філософський і політологічний термін, застосований в українській політологічній школі для позначення ірраціонального сприйняття ознак національної самодостатності українського народу як агресії чи потенційної загрози. При цьому через різкий і непоступливий прояв свого українства, в уяві бандерофоба «бандерівщина» і «бандерівці» постають моделлю найгірших рис українців, антиідеалом України на противагу позитивному образу доброї України-Малоросії чи Малопольщі.
У вузькому розумінні, бандерофобія — демонізація бандерівців і їхніх політичних лідерів; конструювання політичних міфів, які мають мало спільного з бандерівщиною як реальним феноменом української історії. Вважається, що насадження бандерофобії має на меті створення негативного іміджу України, окремих її регіонів та політичних сил. Термін «бандерофобія» також використовується в публіцистиці і в риториці політиків, переважно з ВО «Свобода».

## В Росії
Ігор Лосєв вважає, що явище бандерофобії належить до фундаментальних, базових конструкцій російської ментальності в її ставленні до України та українців. Йдеться про специфічну російську модель тлумачення цього руху, яку можна визначати як міф, складову інших російських міфів на українську тематику. У свідомості, а ще більше в підсвідомості деяких росіян історична реальність перетворилася на символ, що живе своїм автономним від істини життям, і який надзвичайно активно використовується у багатьох публікаціях, у тому числі академічних.

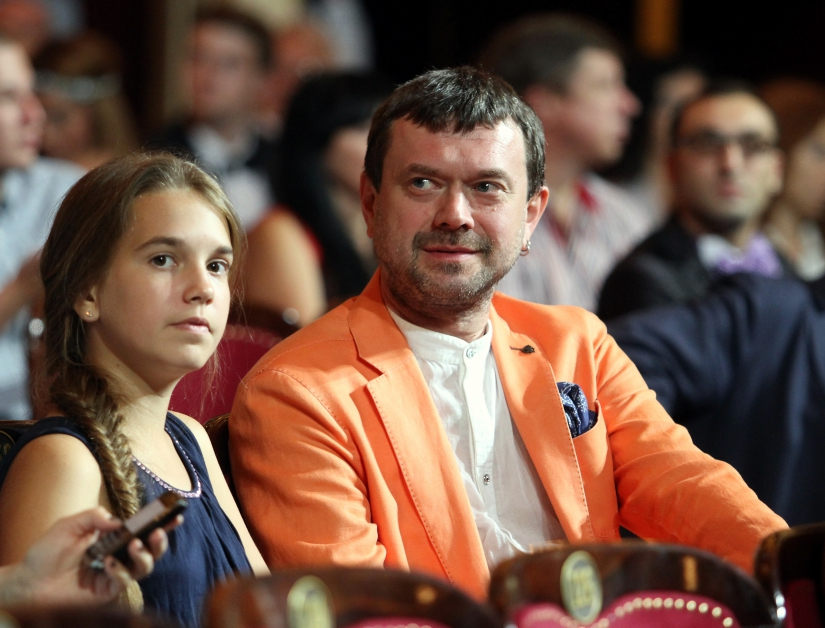
Український актор Остап Ступка зіграв роль сотника УПА в російському фільмі «Ми з майбутнього». Стрічку було заборонено для показу в Україні через розпалювання міжнаціональної ворожнечі.

Історик Євген Наконечний зазначав, що, заперечуючи право українського народу на власну державу, в Росії з ненавистю стали називати іменем Бандери цілу західну гілку українського народу і взагалі всіх патріотів, для яких метою боротьби була вільна, самостійна, соборна Україна. Він стверджував, що для українофобів навіть українська мова зробилася «бандерівською». Для підтвердження цієї тези Наконечний наводив слова директора Інституту країн СНД Костянтина Затуліна, який сказав, що незалежна Україна це «зовсім не братня слов'янська держава, а політично у найвищий спосіб організована бандерівщина, а бандерівець — не брат росіянину».

## В Україні
З метою пропаганди цей символ також застосовується на теренах України. Зокрема, Ігор Лосєв зазначає, що на теренах України символ «бандеровца» є наріжним каменем усієї пропаганди лівих та проросійських партій і організацій, що прислужується меті протиставлення західних і східних регіонів держави, залякування російського та російськомовного населення Сходу й Півдня якоюсь жахливою, жорстокою, невідомою, а тому ще страшнішою силою.
Член Політради «Свободи» Ігор Мірошниченко називає «бандерофобами» тих, хто боїться Степана Бандеру, а лідер ВО «Свобода» Олег Тягнибок заявив: «бандерофобія — це не просто боязнь тіней минулого. Суть в іншому. Декого тяжко жахає те, що дух Бандери матеріалізується сьогодні».

## В Польщі
На думку радника Голови СБУ, співробітника Українського інституту національної пам'яті Олександра Ткачука, бандерофобія в Польщі має ті ж геополітичні підвалини, що й російська: обидві країни надають стосункам з Україною вищого рівня значущості — це їх «життєві інтереси», тобто такі, що є вирішальними для обох держав. При цьому, і Росія, і Польща не зацікавлені в становленні української держави як самодостатнього геополітичного гравця.
Формальним приводом для бандерофобії в Польщі є один з найпоширеніших радянських міфів, який звинувачує Степана Бандеру і ОУН у погромах євреїв і поляків. Польська сторона вважає бандерівців із загонів УПА винуватцями Волинської трагедії.
Як для «російської» так і для «польської» бандерофобії характерним є те, що поведінка українців, що є віддзеркаленням поведінки росіян, поляків, німців, угорців як носіїв національної самодостатності, сприймається як потенційна загроза, виклик і агресія. Це, своєю чергою, викликає агресію з боку носія великодержавної свідомості, котру він вважає спровокованою самим лише фактом існування такого «аномального» українського типажу. Власна національна агресивність у такий спосіб екстраполюється назовні, що посилює відчуття загрози та незахищеності — саме джерело агресії потребує захисту і співчуття, а в ролі джерела агресивності виступають штучно збуджений страх і комплекс гострого, хоча й не виправданого реальними обставинами, жалю до себе. Особа ж Степана Бандери в мисленні державних еліт цих країн сприймається як певний знак, символ, що відображає загрозливу тенденцію для їхніх національних інтересів і вони намагаються локалізувати її.
26 січня 2018 року Сейм Польщі ухвалив закон «Про внесення змін до закону про Інститут національної пам'яті Польщі…», більше відомий як «Закон про заборону „бандеризму“». За поправки до цього закону проголосувало 279 депутатів польського Сейму. МЗС України висловило стурбованість польським законопроєктом про заборону ідеології українських націоналістів. Директор Українського інституту національної пам'яті Володимир В'ятрович уважає, що закон про «бандеризм» насправді небезпечний для Польщі як «серйозний крок до згортання свободи слова та введення партійної цензури».
У ніч на 1 лютого 2018 року Польський Сенат прийняв без поправок закон про Інститут національної пам'яті за підтримкою 57 сенаторів (в основному від партії «Право і справедливість»), тоді як проти виступили 23 сенатори опозиційних сил, утрималися 2. Опозиція вела обговорення закону, наполягаючи на деяких поправках, адже його впровадження вводить цензуру на питання про злочини поляків під час Другої світової війни, а також погрожує міжнародним стосункам Польщі. Президент Польщі Анджей Дуда пообіцяв, що проаналізує закон про заборону «бандеризму».

## В Чехії
Чеський історик Давід Свобода зазначає, що чеська бандерофобія має два якісних рівні. Менш розумні бандерофоби самореалізуються за допомогою демонізації повоєнних рейдів УПА на території Чехословаччини. Вони повторюють тези тодішньої радянської та й пострадянської пропаганди — використовують міфи про «звірства бандерівців» на нашій території і т. д. Більш вишукана чеська бандерофобія вказує на вбивства поляків, які вчинила УПА в час війни. При цьому героїчні повстанські традиції цього формування в таких випадках немовби виносять за дужки. Такі критики буцімто симпатизують українцям, водночас їх виховують: «З Шухевичем ви до Європи не ввійдете».